# Cyprus (DLR)
Cyprus is een station aan de Beckton Branch van de Docklands Light Railway in Londen. Het station is geopend in 1994 en bevindt zich in de wijk Cyprus, in een deel van het Londense stadsdeel Newham dat tot de Docklands behoort.
Het station bedient de nabij gelegen University of East London Docklands Campus